# Kārlis Ulmanis
Kārlis Vilhelms Augusts Ulmanis (1877-1942) fue el último presidente de Letonia antes de su anexión por parte de la Unión Soviética. Gobernó el país entre el 1936 y el 1940.
Estudió Agronomía en Zúrich (Suiza) y en la universidad de Leipzig (Alemania), tras la revolución de 1905 se exilió en Estados Unidos. En 1913 fue amnistiado y fundó en 1917 la Unión Letona de Agricultores.
Cuando Letonia se declaró independiente de Rusia en 1918 fue nombrado primer ministro. Ocupó el cargo en 1918-20, 1925-26, 1931-32 y 1934-40. 
Asumió por cuarta vez el cargo de primer ministro el 17 de marzo de 1934. En la noche del 15 al 16 de mayo de 1934, Ulmanis, con el apoyo del Ministro de Guerra Jānis Balodis, proclamó un estado de guerra y disolvió todos los partidos políticos y el Saeima (parlamento). Las libertades políticas fueron suspendidas. El golpe de Estado fue llevado a cabo por el ejército y las unidades de paramilitares Aizsargi. Desde que el presidente Alberts Kviesis dejó el cargo el 11 de abril de 1936, Ulmanis ejerció simultáneamente los cargos de presidente y primer ministro. Fue oficialmente conocido como Valsts un Ministru Prezidents (Ministro y Presidente Estatal), pero frecuentemente en publicaciones se le llamaba Tautas Vadonis (Líder de la Nación) o simplemente Vadonis (Líder). Dimitió en 1940 ante el ultimátum soviético, y fue arrestado y deportado. Falleció de disentería en 1942 en la prisión de Krasnovodsk en la actual Turkmenistán.